# Freiluftkonzert

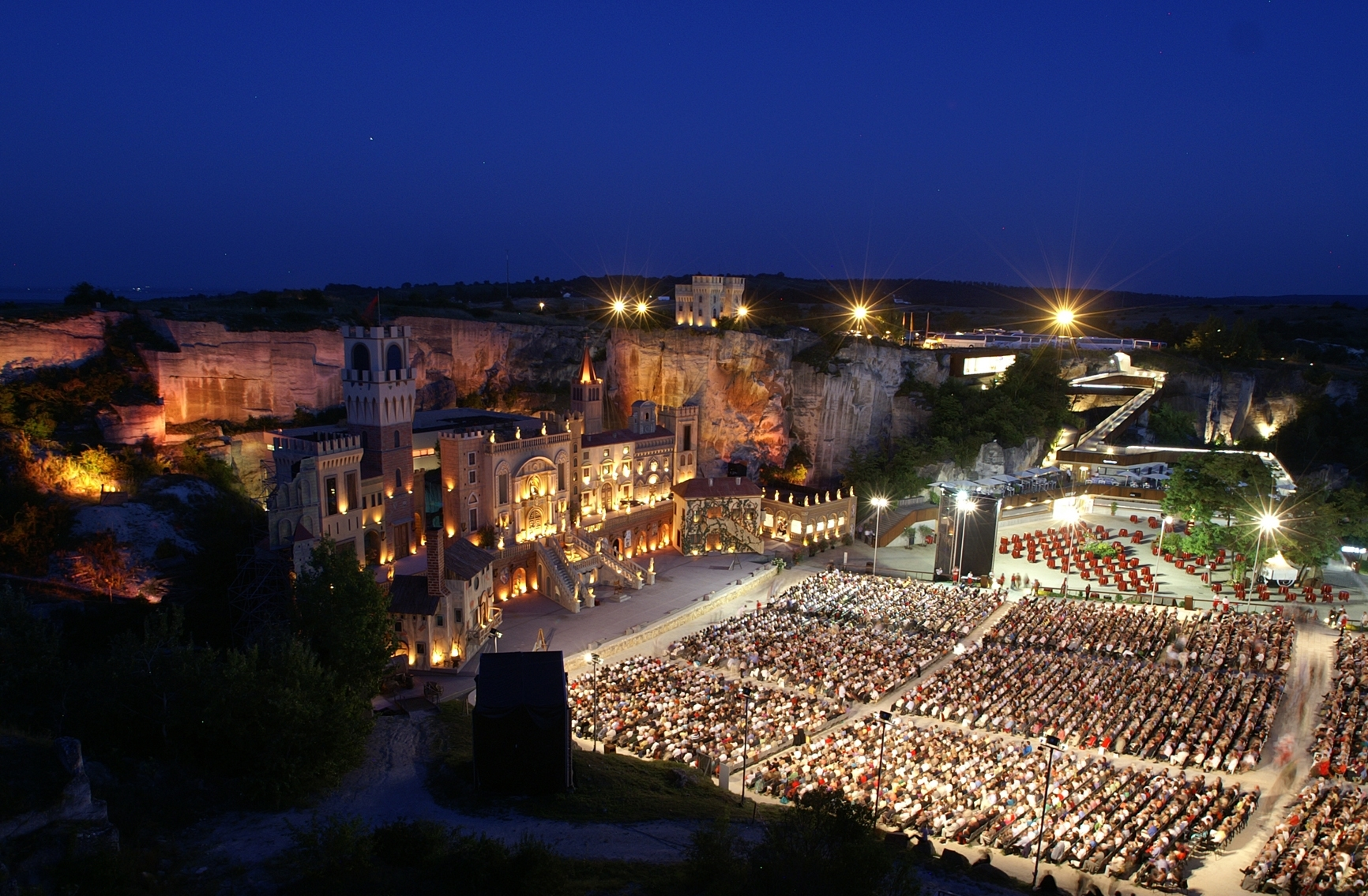
Opernfestspiele St. Margarethen

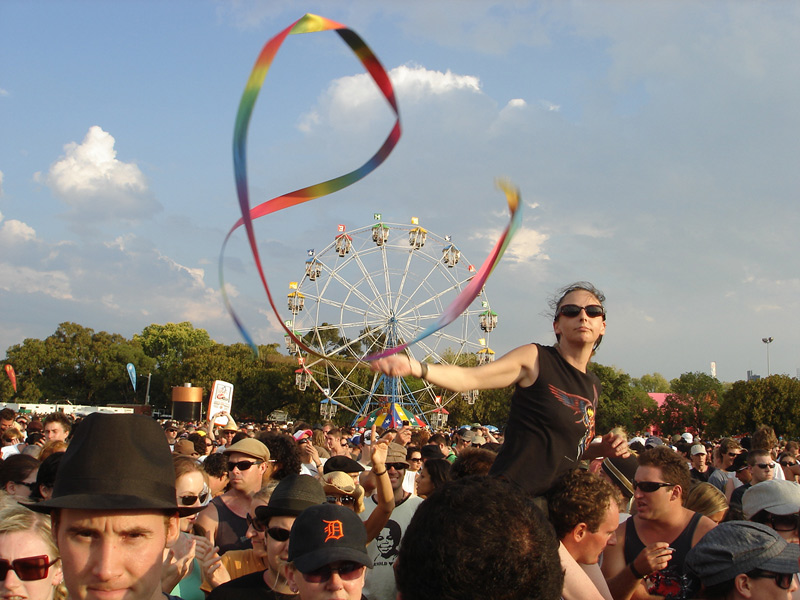
Festivalbesucher

Ein Freiluftkonzert, auch Open-Air-Konzert (englisch open-air ‚im Freien‘), ist ein nicht in einer Halle o. Ä. stattfindendes Konzert. Im Regelfall wird auf einem Freiluftkonzert, dessen Besuch – je nach Veranstaltung – Eintritt kosten kann, moderne Musik wie Pop- oder Rockmusik gespielt. Immer öfter steht aber auch klassische Musik auf dem Programm. Finden mehrere solcher Konzerte (meistens über mehrere Tage) am gleichen Ort statt, werden diese Darbietungen auch als Musikfestival oder Open-Air-Festival bezeichnet.

## Geschichte
Open-Air-Konzerte (immer häufiger auch in der anglisierenden Schreibweise Open Air Concert) gibt es in organisierter und von einer breiteren Öffentlichkeit wahrgenommener Form ab dem späten 19. Jahrhundert. An der Themse fanden in London seit 1894 im Sommer so genannte Promenadenkonzerte am Embankment statt, meist um die Mittagszeit. Das Publikum waren, anders als bei normalen Konzerten in Sälen oder Opernhäusern, vorwiegend Männer, die aus ihren Büros kamen, oder Zeitungsjungs, die stehenblieben und zuhörten. Ein Musikkritiker der Times sah in den Promenadenkonzerten einen anspruchsvollen Kontrast zu den „Easy Listening“-Konzerten in den Londoner Parks, denen man nur nebenbei lauschte. Selbst lange Werke wie Franz Schuberts Symphonie in C-Dur zögen die Menschen in den Victoria-Embankment-Gärten in ihren Bann und seien trotz deutlich schlechterer Akustik von einer Wirkung, die man von Konzertsälen nicht kenne.
Mangels elektrischer Verstärkung wählten die Dirigenten für die Freiluftkonzerte eine andere Zusammensetzung der Instrumente. Insbesondere benötige man draußen weniger Streicher. Diese, so der Kritiker, diktierten wie kein anderes Instrument, die Stille. Im Übrigen lerne man beim Promenadenkonzert aus Erfahrungen der Militärmusik, wo zum Beispiel Klarinetten die Streicherparts übernähmen, um sich präsent nach vorn zu spielen.

## Technik

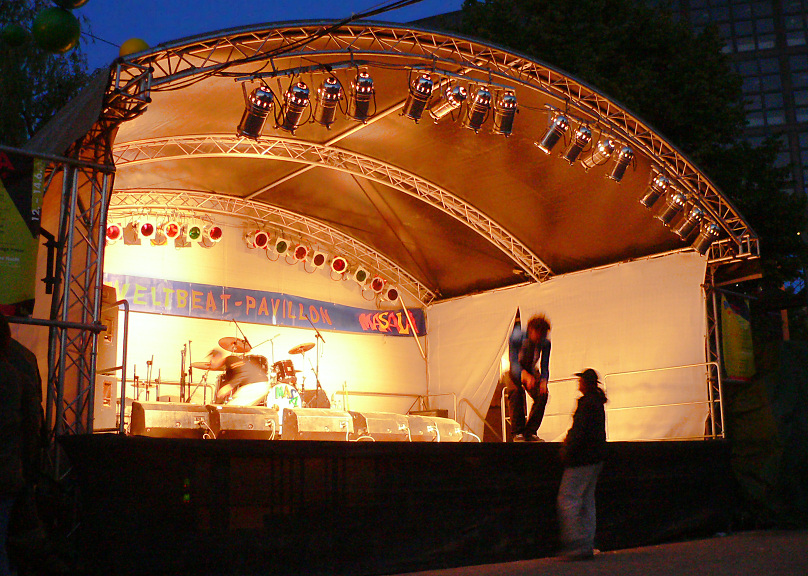
Beleuchtung an der Traverse beim Masala Musikfestival

Die Bühne oder Festivalbühne eines Open-Air-Konzerts ist im Regelfall eine aus Traversen zusammengesetzte Konstruktion, die in der Regel ca. 1 bis 3 Tage vor dem Konzert errichtet wird.
Zum Schutz der elektronischen Ausrüstung (Licht- und Tonanlage) vor Regen ist die Bühne in den meisten Fällen mit einem Dach versehen. Es gibt jedoch auch kleinere Open-Air-Bühnen, die als ganze auf einem einzigen LKW transportiert werden können. Deren Aufbau vollzieht sich auf die Weise, dass der LKW-Aufleger in die richtige Position gebracht und danach der Bühnenboden „auseinandergefaltet“ und das Dach hydraulisch hochgehoben wird. In dieses wird das Gerüst für die Scheinwerfer („Traverse“) gehängt. An Rigs werden meistens gleiche oder ähnliche Lichteffekte wie in Diskotheken installiert.
Die Lautsprecher der Beschallungsanlage sind meistens in links und rechts neben der Bühne aufgebauten Türmen aufgehängt oder dort gestapelt, Bassboxen können sich auch auf dem Boden unterhalb der Bühnenvorderkante oder seitlich davon befinden. Die Mischpulte für Licht und Ton befinden sich bei großen Open-Air-Festivals in einem eigenen Turm vor der Bühne (Front Of House) und werden mit der Bühnentechnik (Backline) über eine Stagebox verbunden. Auch können bewegliche Verfolgerscheinwerfer entweder im FOH-Turm oder in eigenen Traversen untergebracht sein.
Bei großen Arealen werden zum Zweck einer besseren Akustik oftmals im Publikumsbereich zusätzliche Türme mit Lautsprechern (sog. „Delay Towers“ / „Line Arrays“) oder auch mit Videoleinwänden von „Stagehands“ aufgebaut.
Open-Air-Bühnen müssen wie andere temporäre Fliegende Bauten ab einer bestimmten Größe genehmigt werden. Bei Fahrlässigkeit, Unwetter oder Panik besteht auch für Festivalbesucher ein erhöhtes Unfallrisiko, wie etwa beim Pukkelpop-Festival 2011. Wegen der hohen Lautstärke der Musik können Freiluftkonzerte, die bis spät in die Nacht andauern, im Regelfall nur auf Arealen abseits bewohnter Häuser stattfinden.
Gewisse Ähnlichkeiten mit Freiluftkonzerten haben Freiluftdiskos, die auch in Gebäuden mit aufklappbarem Dach wie dem „Mega-Drome“ in Radebeul untergebracht sein können. Hier läuft im Unterschied zu einem Freiluftkonzert meistens keine Live-Musik.

## Mehrtägige Open-Air-Veranstaltungen

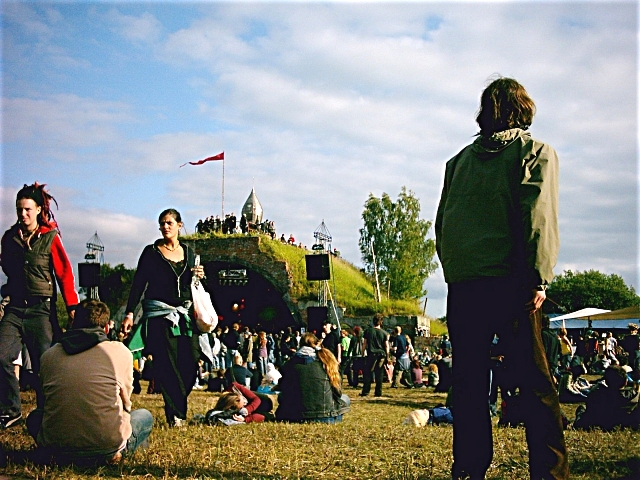
Freiluftkonzert auf einem alten Flugplatz

Die Einlass-Kontrollen bei kommerziellen Freiluftkonzerten und -festivals sind recht streng; Die sicherheitsbehördlichen Vorgaben sehen meist vor, dass z. B. keine als Waffen geltenden Gegenstände oder oft auch keine spitzen Gegenstände wie Regenschirme (Gefährdung im Gedränge) mitgenommen werden dürfen. Eher aus wirtschaftlichen Gründen dürfen auch z. B. keine eigenen Getränke auf das Gelände mitgenommen werden. Dafür findet man dort eine Vielzahl von Ständen, wobei häufig nur das Bier des Sponsors ausgeschenkt wird.
Daneben ist eine große Auswahl an Gastronomie (Döner und Pizza) vorhanden. Man findet auch zunehmend größer werdende Non-Food-Bereiche, wo neben dem Verkauf von Merchandising-Artikeln der auf dem Festival auftretenden Künstler auch ein absatzversprechendes Angebot an Freizeitartikeln (Wasserpfeifen, Schmuck etc.) existiert. Größere Veranstaltungen warten bisweilen mit einem Angebot an Freizeitaktivitäten auf, z. B. Bungee-Jumping.
Grund für das neben der Musik breite kommerzielle Angebot ist die zusätzliche Einnahmequelle durch Schank- bzw. Standgebühren, weswegen bspw. einige Veranstalter sehr rigide gegen Schwarzhändler vorgehen. Die Einnahmen aus diesem Bereich, übersteigen den der Einnahmen aus dem Verkauf von Eintrittskarten oft um ein Vielfaches.
Nach Beendigung der eigentlichen Festivalauftritte, die bis etwa 1 oder 2 Uhr nachts stattfinden, finden bei vielen Pop- und Rockveranstaltungen in großen Zelten Partys statt, welche zum Teil bis in den frühen Morgen dauern.
Bei den größeren kommerziellen Festivals (wie z. B. Rock am Ring und Hurricane) ist i. d. R. das eigentliche Festivalgelände von einem Campingplatz getrennt. Jeder zahlende Festivalbesucher ist an einem Stoff- oder Kunststoffarmband erkennbar, das bei Abgabe seiner Eintrittskarte am Handgelenk angebracht wird und bei Abnahme seine Gültigkeit verliert.

### Camping
Der Grund für den Besuch eines Musikfestivals sind nicht unbedingt nur die auftretenden Bands, sondern kann auch das Ereignis an sich sein. Dieses Erlebnis ist stark mit dem Camping verbunden, das auf den meisten Festivals angeboten wird und manchmal schon mehrere Tage vor Beginn des Musikprogramms genützt werden kann. Dabei unterscheiden sich Festivalbesucher in vielerlei Hinsicht von üblichen Ferien-Campern. In der Regel handelt es sich bei Festivalbesuchern um junge Menschen, die in größeren Gruppen einige Tage gemeinsam verbringen wollen. Oftmals werden dazu mehrere Zelte kreisförmig um einen zentralen Platz aufgebaut. Dieser wird von den Festivalbesuchern mit Fahnen, Musikanlagen oder Instrumenten und Sonnensegel äußerst individuell gestaltet.
In der Anfangszeit der Open-Air-Festivals erwiesen sich zunehmend Zuschauer, welche ausschließlich das Campingangebot wahrnahmen, als finanzielles Problem für die Veranstalter. Um dies zu verhindern, ist heute bei kommerziellen Festivals die Nutzung des Campinggeländes nur Besitzern von Eintrittskarten möglich. Zudem gab es hier auch Ansätze, die Anzahl der mitgebrachten Lebensmittel zu regulieren und z. B. beim Betreten der Campingflächen Kontrollen durchzuführen, um nur geringe Mengen an mitgebrachtem Alkohol zu erlauben.

## Bekannte Festivals

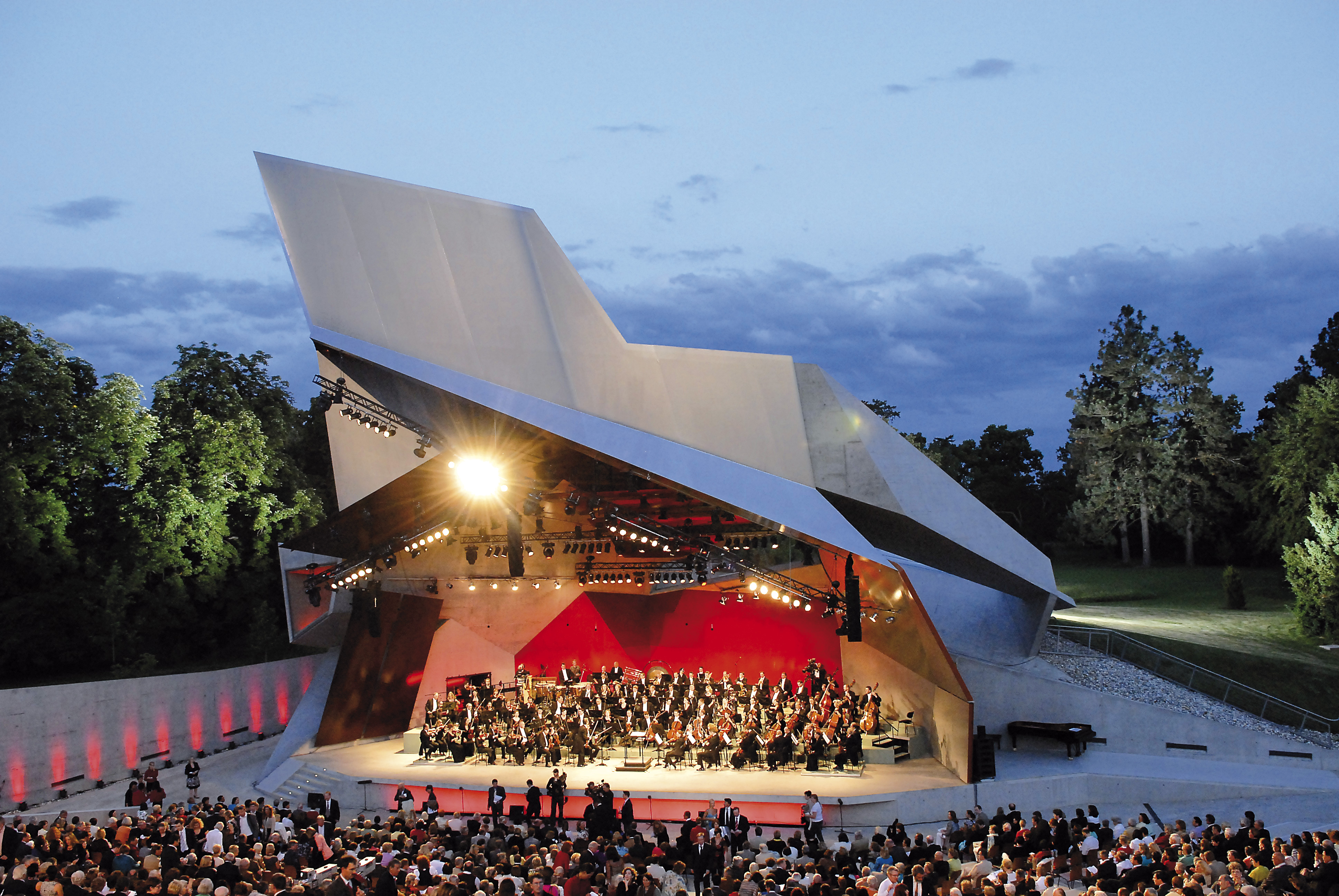
„Wolkenturm“ in Grafenegg

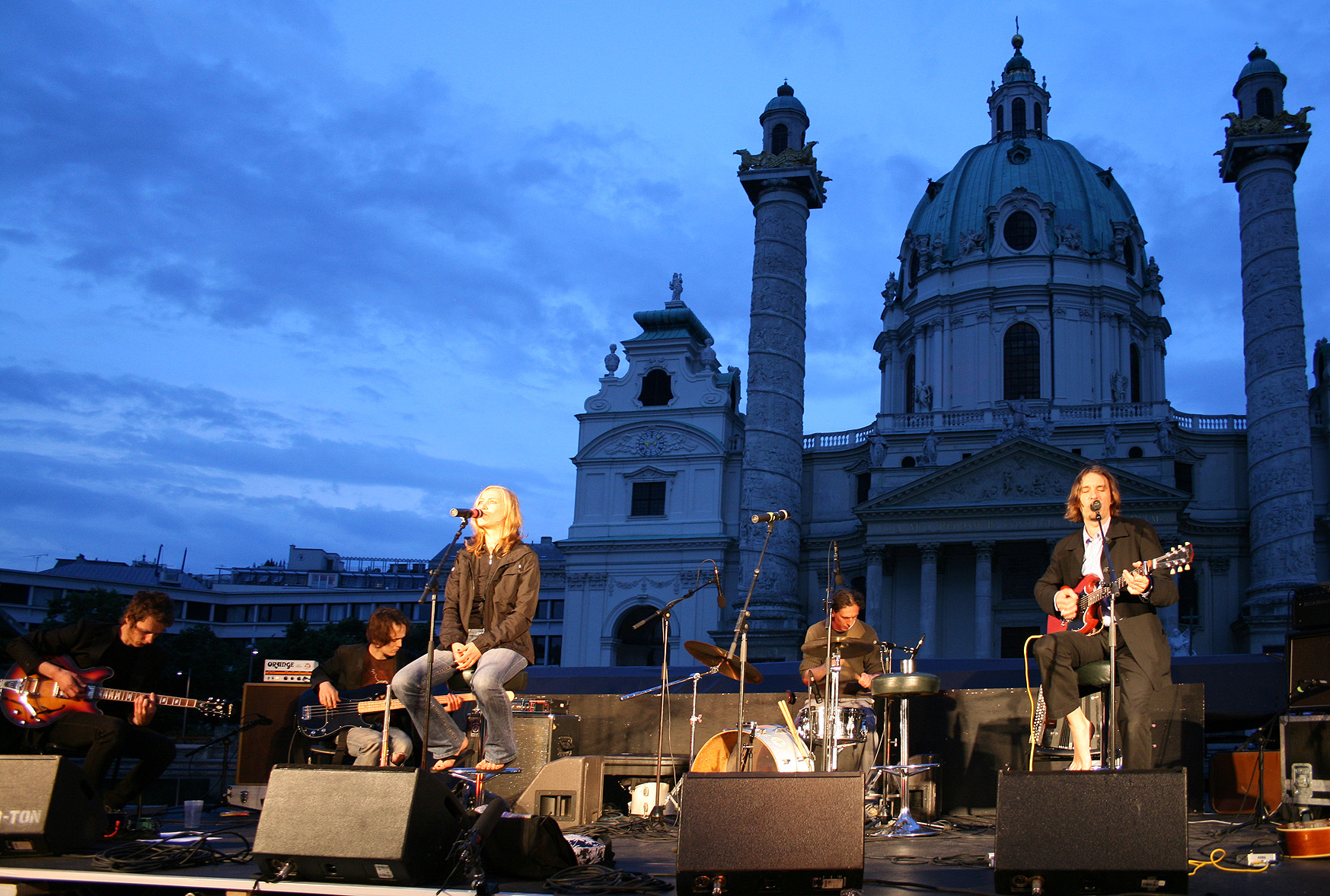
Kunstzone-Karlsplatz

### Deutschland
- With Full Force (Leipzig)
- Parookaville (Weeze)
- Airbeat One (Neustadt-Glewe)
- Bang Your Head (Balingen)
- Rheinkultur (Bonn)
- Filmnächte am Elbufer (Dresden)
- Open Flair (Eschwege)
- Rock Hard Festival (Gelsenkirchen)
- Stadtpark Open Air (Hamburg)
- Das Fest (Karlsruhe)
- Metalfest (Loreley)
- Oben ohne (München)
- Southside (Neuhausen ob Eck)
- Rock im Park (Nürnberg)
- Rock am Ring (Nürburgring)
- Rocco del Schlacko (Püttlingen-Köllerbach)
- Rudolstadt-Festival (Rudolstadt)
- Nature One (ehem. Raketenbasis Pydna, Hunsrück)
- Hurricane Festival (Eichenring, Scheeßel)
- HipHop Open (Stuttgart)
- Wacken Open Air (Wacken)
- Weltmusikfestival Horizonte (Koblenz)
- Summer Breeze (Dinkelsbühl)
- Rhön Rock Open Air (Hünfeld)
- Deichbrand Festival (Wurster Nordseeküste)
- Yellow Jockey Open Air (Bad Harzburg)

### Österreich
- Picture on festival (Bildein)
- Bregenzer Festspiele (Bregenz)
- Clam Concerts (Burg Clam)
- Musik-Festival Grafenegg (Grafenegg)
- New Orleans Festival (Innsbruck)
- Seewiesenfest (Kleinreifling)
- Linzer Klangwolke (Linz)
- Szene Openair (Lustenau)
- Nova Rock (Nickelsdorf)
- Jazz & The City (Salzburg)
- Musikfestival Steyr (Schloss Lamberg)
- Opernfestspiele St. Margarethen (Römersteinbruch St. Margarethen)
- Frequency (St. Pölten)
- Urban Art Forms Festival (Unterpremstätten)
- Jazz over Villach (Villach)
- Österreichisches Blasmusikfest (Wien)
- Donauinselfest (Wien)
- Popfest (Karlsplatz (Wien))
- Konzert für Europa / Sommernachtskonzert im Schlosspark Schönbrunn (Wien)
- Lovely Days (Wiesen)
- Two Days a Week (Wiesen)
- Musicalfestspiele Felsenbühne Staatz (Staatz)

### Schweiz
- Gurtenfestival (Bern)
- Openair Frauenfeld (Frauenfeld)
- Open Air Gampel (Gampel)
- Greenfield Festival (Interlaken)
- Montreux Jazz Festival (Montreux)
- OpenAir St. Gallen (St. Gallen)
- Zürich OpenAir (Zürich / Glattbrugg)